# Hacksaw Ridge
Hacksaw Ridge är en amerikansk-australisk biografisk krigsfilm i regi av Mel Gibson, skriven av Andrew Knight och Robert Schenkkan, med Andrew Garfield, Vince Vaughn, Sam Worthington, Luke Bracey, Hugo Weaving, Ryan Corr, Teresa Palmer, Richard Pyros och Rachel Griffiths i rollerna. Filminspelningen inleddes den 29 september 2015 på olika platser i New South Wales och varade i 105 dagar tills den avslutades i december 2015. Hacksaw Ridge är Mel Gibsons första egenregisserade film sedan Apocalypto från 2006. 
Filmen handlar om vapenvägraren Desmond Doss som tar värvning som fältsjukvårdare under andra världskriget. På grund av sin vapenvägran hånas Desmond av de andra soldaterna på träningslägret och hotas att åka i fängelse. Men efter att hans familj stöttar honom får han vara med under amerikanernas strider mot japanerna vid fästet Hacksaw Ridge på den japanska ön Okinawa. Där visar Desmond sitt mod när han stannar kvar och helt ensam räddar livet på 75 skadade soldater. 
Filmen hade sin världspremiär den 4 september 2016 under filmfestivalen i Venedig, där den fick en 10-minuters stående ovation. Den hade biopremiär i Australien den 3 november 2016, och den 4 november i USA och Sverige. Den nominerades till sex Oscar 2017, bland annat bästa film, bästa regi, bästa manliga huvudroll (Andrew Garfield) och bästa ljudredigering. Den tilldelades två Oscar för bästa ljud och bästa klippning.

## Rollista
- Andrew Garfield - Desmond T. Doss[3][4]
- Vince Vaughn - Furir Howell[3][5]
- Sam Worthington - Kapten Jack Glover[4]
- Luke Bracey - Smitty Ryker[6]
- Teresa Palmer - Dorothy Schutte
- Hugo Weaving - Thomas 'Tom' Doss[7]
- Rachel Griffiths - Bertha Doss
- Ryan Corr - Löjtnant Manville
- Richard Roxburgh - Överste Stelzer
- Luke Pegler - Milt 'Hollywood' Zane
- Richard Pyros - Randall 'Teach' Fuller
- Ben Mingay - Grease Nolan
- Firass Dirani - Vito Rinnelli
- Jacob Warner - James Pinnick
- Goran D. Kleut - Andy 'Ghoul' Walker
- Harry Greenwood - Henry Brown
- Damien Thomlinson - Ralph Morgan
- Robert Morgan - Överste Sangston
- Nathaniel Buzolic - Harold 'Hal' Doss
- Ori Pfeffer - Irv Schecter
- Milo Gibson - Lucky Ford
- John Batziolas - Menige Schulenburg
- John Cannon - Korpral Cannon
- Mikael Koski - Menige Giles
- Charles Jacobs - Menige Webb